# Camaridium praestans
Camaridium praestans är en orkidéart som först beskrevs av Heinrich Gustav Reichenbach, och fick sitt nu gällande namn av Mario Alberto Blanco. Camaridium praestans ingår i släktet Camaridium och familjen orkidéer. Inga underarter finns listade i Catalogue of Life.